# Front Line
Front Line es un videojuego arcade de Guerra o bien un Matamarcianos lanzado en 1982 por Taito Corporation.

## Descripción
El jugador toma el papel de un soldado solitario, el cual está en una peligrosa misión, armado con una pistola y granadas, que es atacado por un ejército de soldados, el objetivo es destruir la fortaleza del ejército, y así lograr que se rinda. Nuestro soldado posee un traje militar azul y casco rojo, los soldados del ejército enemigo poseen traje verde y casco azul. Los enemigos pueden aparecer en cualquier lugar de la pantalla, intentando detener al jugador. En la versión Arcade, los soldados enemigos también poseen granadas, pero en otras versiones parece que no.
En una parte del juego hay una guerra de tanques, el jugador verá uno en el camino, de color azul. Los de los enemigos son verdes. Hay dos tipos de tanques: un tanque simple equipado con ametralladora, es más ligero, pero puede ser destruido fácilmente por el enemigo; el otro tanque está equipado con un cañón, es más grande, y cuando es golpeado, el jugador puede bajar del tanque y luego volver a subir a él, reparándolo.
Cuando lleguemos al final, nos encontraremos con la fortaleza del ejército, en donde veremos un tanque protegido por paredes de ladrillos. Con cuidado, debemos bajar de nuestro tanque y tirarle una granada de mano; una vez que lo hicimos el tanque explotará y aparecerá un soldado con una bandera blanca en alto declarando su rendición y obtendremos un Bonus.
Seguidamente, el jugador debe repetir la misión con un mayor nivel de dificultad.

## Diferentes versiones
El juego fue lanzado en 1983 para ColecoVision, en 1984 para el Atari 2600, en 1985 para NES y MSX, para PS2 y XBOX y Windows en el 2006 (incluyéndolo en el juego Taito Legends 2) y en el 2007 para el Wii.